# Puchar Polski w Koszykówce Mężczyzn 2022
Puchar Polski w Koszykówce Mężczyzn 2022 – 59. edycja Pucharu Polski w koszykówce mężczyzn, rozegrana w dniach 17–20 lutego 2022 w Hali Sportowo-Widowiskowej „Globus” im. Tomasza Wójtowicza w Lublinie.
Triumfatorem został Arged BM Stal Ostrów Wielkopolski po wygranej w finale 76:83 z gospodarzami turnieju – Polskim Cukrem Pszczółką Start Lublin, natomiast MVP wybrano Jakuba Garbacza z BM Stali Ostrów Wielkopolski.

## System rozgrywek
Rozgrywki odbyły się w formule Final Eight. Udział w imprezie zapewniony miał jej gospodarz – Polski Cukier Pszczółka Start Lublin, natomiast pozostałe 7 miejsc przypadło drużynom najwyżej sklasyfikowanym w tabeli po 15. kolejkach fazy zasadniczej PLK sezonu 2021/2022.

## Drabinka turniejowa
Losowanie drabinki turniejowej odbyło się 13 stycznia 2022 w Lubelskim Centrum Konferencyjnym w Lublinie.
|  | Ćwierćfinały                         | Ćwierćfinały                         | Ćwierćfinały                         |                                      |                                      | Półfinały                            | Półfinały | Półfinały |  |  | Finał | Finał | Finał |  |
|  |                                      |                                      |                                      |                                      |                                      |                                      |           |           |  |  |       |       |       |  |
|  | Anwil Włocławek                      | Anwil Włocławek                      | 94                                   |                                      |                                      |                                      |           |           |  |  |       |       |       |  |
|  | Anwil Włocławek                      | Anwil Włocławek                      | 94                                   |                                      |                                      |                                      |           |           |  |  |       |       |       |  |
|  | King Szczecin                        | King Szczecin                        | 98                                   |                                      |                                      |                                      |           |           |  |  |       |       |       |  |
|  | King Szczecin                        | King Szczecin                        | 98                                   |                                      | King Szczecin                        | King Szczecin                        | 70        |           |  |  |       |       |       |  |
|  |                                      |                                      |                                      |                                      | King Szczecin                        | King Szczecin                        | 70        |           |  |  |       |       |       |  |
|  |                                      |                                      | Polski Cukier Pszczółka Start Lublin | Polski Cukier Pszczółka Start Lublin | 77                                   |                                      |           |           |  |  |       |       |       |  |
|  | Polski Cukier Pszczółka Start Lublin | Polski Cukier Pszczółka Start Lublin | Polski Cukier Pszczółka Start Lublin | Polski Cukier Pszczółka Start Lublin | 77                                   | 82                                   |           |           |  |  |       |       |       |  |
|  | Polski Cukier Pszczółka Start Lublin | Polski Cukier Pszczółka Start Lublin |                                      |                                      |                                      |                                      |           |           |  |  |       |       |       |  |
|  | Enea Zastal BC Zielona Góra          | Enea Zastal BC Zielona Góra          | 81                                   |                                      |                                      |                                      |           |           |  |  |       |       |       |  |
|  | Enea Zastal BC Zielona Góra          | Enea Zastal BC Zielona Góra          | 81                                   |                                      | Polski Cukier Pszczółka Start Lublin | Polski Cukier Pszczółka Start Lublin | 76        |           |  |  |       |       |       |  |
|  |                                      |                                      |                                      |                                      |                                      |                                      |           |           |  |  |       |       |       |  |
|  |                                      |                                      | Arged BM Stal Ostrów Wielkopolski    | Arged BM Stal Ostrów Wielkopolski    | 83                                   |                                      |           |           |  |  |       |       |       |  |
|  | Twarde Pierniki Toruń                | Twarde Pierniki Toruń                | Arged BM Stal Ostrów Wielkopolski    | Arged BM Stal Ostrów Wielkopolski    | 83                                   | 78                                   |           |           |  |  |       |       |       |  |
|  | Twarde Pierniki Toruń                | Twarde Pierniki Toruń                |                                      |                                      |                                      |                                      |           |           |  |  |       |       |       |  |
|  | Arged BM Stal Ostrów Wielkopolski    | Arged BM Stal Ostrów Wielkopolski    | 84                                   |                                      |                                      |                                      |           |           |  |  |       |       |       |  |
|  | Arged BM Stal Ostrów Wielkopolski    | Arged BM Stal Ostrów Wielkopolski    | 84                                   |                                      | Arged BM Stal Ostrów Wielkopolski    | Arged BM Stal Ostrów Wielkopolski    | 94        |           |  |  |       |       |       |  |
|  |                                      |                                      |                                      |                                      | Arged BM Stal Ostrów Wielkopolski    | Arged BM Stal Ostrów Wielkopolski    | 94        |           |  |  |       |       |       |  |
|  |                                      |                                      | WKS Śląsk Wrocław                    | WKS Śląsk Wrocław                    | 87                                   |                                      |           |           |  |  |       |       |       |  |
|  | Grupa Sierleccy Czarni Słupsk        | Grupa Sierleccy Czarni Słupsk        | WKS Śląsk Wrocław                    | WKS Śląsk Wrocław                    | 87                                   | 77                                   |           |           |  |  |       |       |       |  |
|  | Grupa Sierleccy Czarni Słupsk        | Grupa Sierleccy Czarni Słupsk        |                                      |                                      |                                      |                                      |           |           |  |  |       |       |       |  |
|  | WKS Śląsk Wrocław                    | WKS Śląsk Wrocław                    | 88                                   |                                      |                                      |                                      |           |           |  |  |       |       |       |  |

### Ćwierćfinały
| 17 lutego 202218:10 | Anwil Włocławek                                         | 94:98 (pd.)(25:15, 33:20, 18:26, 10:25, dogr. 8:12) | King Szczecin                            | Hala Sportowo-Widowiskowa „Globus” im. Tomasza Wójtowicza, Lublin Sędzia: Dariusz Zapolski, Adam Wierzman, Tomasz Szczurewski |
| 17 lutego 202218:10 | Pkt:Mathews 25 Zb:Petrasek 12 As:trzech zawodników po 3 | 94:98 (pd.)(25:15, 33:20, 18:26, 10:25, dogr. 8:12) | Pkt:Schenk 21 Zb:Langevine 9 As:Schenk 8 | Hala Sportowo-Widowiskowa „Globus” im. Tomasza Wójtowicza, Lublin Sędzia: Dariusz Zapolski, Adam Wierzman, Tomasz Szczurewski |

| 17 lutego 202220:40 | Polski Cukier Pszczółka Start Lublin           | 82:81 (pd.)(18:16, 16:15, 21:18, 16:22, dogr. 11:10) | Enea Zastal BC Zielona Góra           | Hala Sportowo-Widowiskowa „Globus” im. Tomasza Wójtowicza, Lublin Sędzia: Michał Proc, Łukasz Jankowski, Maciej Dębowski |
| 17 lutego 202220:40 | Pkt:Scott 21 Zb:Melvin, Taylor po 8 As:Scott 9 | 82:81 (pd.)(18:16, 16:15, 21:18, 16:22, dogr. 11:10) | Pkt:Apić 25 Zb:Apić 13 As:Mazurczak 7 | Hala Sportowo-Widowiskowa „Globus” im. Tomasza Wójtowicza, Lublin Sędzia: Michał Proc, Łukasz Jankowski, Maciej Dębowski |

| 18 lutego 202218:10 | Twarde Pierniki Toruń               | 78:84(9:21, 23:21, 20:21, 26:21) | Arged BM Stal Ostrów Wielkopolski               | Hala Sportowo-Widowiskowa „Globus” im. Tomasza Wójtowicza, Lublin Sędzia: Marek Maliszewski, Robert Mordal, Mariusz Nawrocki |
| 18 lutego 202218:10 | Pkt:Diduszko 18 Zb:Cel 9 As:Rogić 8 | 78:84(9:21, 23:21, 20:21, 26:21) | Pkt:Simmons 18 Zb:Kulig, Young po 9 As:Palmer 4 | Hala Sportowo-Widowiskowa „Globus” im. Tomasza Wójtowicza, Lublin Sędzia: Marek Maliszewski, Robert Mordal, Mariusz Nawrocki |

| 18 lutego 202220:40 | Grupa Sierleccy Czarni Słupsk           | 77:88(23:28, 19:18, 20:23, 15:19) | WKS Śląsk Wrocław                   | Hala Sportowo-Widowiskowa „Globus” im. Tomasza Wójtowicza, Lublin Sędzia: Piotr Pastusiak, Michał Chrakowiecki, Karol Nowak |
| 18 lutego 202220:40 | Pkt:Klassen 15 Zb:Young 8 As:Klassen 11 | 77:88(23:28, 19:18, 20:23, 15:19) | Pkt:Trice 28 Zb:Dziewa 6 As:Trice 9 | Hala Sportowo-Widowiskowa „Globus” im. Tomasza Wójtowicza, Lublin Sędzia: Piotr Pastusiak, Michał Chrakowiecki, Karol Nowak |

### Półfinały
| 19 lutego 202215:00 | King Szczecin                            | 70:77(19:25, 14:12, 14:16, 23:24) | Polski Cukier Pszczółka Start Lublin | Sędzia: Marek Maliszewski, Łukasz Jankowski, Michał Chrakowiecki |
| 19 lutego 202215:00 | Pkt:Davis 18 Zb:Langevine 9 As:Matczak 5 | 70:77(19:25, 14:12, 14:16, 23:24) | Pkt:Scott 28 Zb:Taylor 9 As:Scott 5  | Sędzia: Marek Maliszewski, Łukasz Jankowski, Michał Chrakowiecki |

| 19 lutego 202219:00 | Arged BM Stal Ostrów Wielkopolski         | 94:87(23:24, 31:24, 22:24, 18:15) | WKS Śląsk Wrocław                     | Hala Sportowo-Widowiskowa „Globus” im. Tomasza Wójtowicza, Lublin Sędzia: Piotr Pastusiak, Michał Proc, Karol Nowak |
| 19 lutego 202219:00 | Pkt:Florence 28 Zb:Kulig 10 As:Florence 4 | 94:87(23:24, 31:24, 22:24, 18:15) | Pkt:Dziewa 23 Zb:Kanter 16 As:Trice 9 | Hala Sportowo-Widowiskowa „Globus” im. Tomasza Wójtowicza, Lublin Sędzia: Piotr Pastusiak, Michał Proc, Karol Nowak |

### Finał
| 20 lutego 202218:00 | Polski Cukier Pszczółka Start Lublin          | 76:83(20:10, 21:14, 14:28, 21:21) | Arged BM Stal Ostrów Wielkopolski     | Hala Sportowo-Widowiskowa „Globus” im. Tomasza Wójtowicza, Lublin Sędzia: Piotr Pastusiak, Łukasz Jankowski, Robert Mordal |
| 20 lutego 202218:00 | Pkt:Kostrzewski 20 Zb:Szymański 10 As:Scott 7 | 76:83(20:10, 21:14, 14:28, 21:21) | Pkt:Garbacz 20 Zb:Kulig 7 As:Palmer 4 | Hala Sportowo-Widowiskowa „Globus” im. Tomasza Wójtowicza, Lublin Sędzia: Piotr Pastusiak, Łukasz Jankowski, Robert Mordal |

## Konkurs wsadów
19 lutego 2022 przed finałem turnieju odbył się również konkurs wsadów. W pierwszej rundzie wzięło udział czterech zawodników PLK, każdy miał po dwie próby, które oceniło czterech sędziów. Do finału awansowało 3 zawodników z najlepszymi rezultatami. Wygrał James Eads z Twardych Pierników Toruń.

### Uczestnicy
- James Eads (Twarde Pierniki Toruń)
- Ahmed Hill (HydroTruck Radom)
- Josh Sharma (Trefl Sopot)
- Wojciech Tomaszewski (Asseco Arka Gdynia)

### Rundy

#### I runda
| Lp. | Zawodnik             | Punkty |
| --- | -------------------- | ------ |
| 1.  | Josh Sharma          | 94     |
| 2.  | James Eads           | 87     |
| 3.  | Ahmed Hill           | 85     |
| 4.  | Wojciech Tomaszewski | 84     |

#### Finał
| Lp. | Zawodnik    | Punkty |
| --- | ----------- | ------ |
| 1.  | James Eads  | 95     |
| 2.  | Josh Sharma | 93     |
| 3.  | Ahmed Hill  | 50     |

## Konkurs rzutów za 3
19 lutego 2022 przed finałem turnieju odbył się również konkurs rzutów za 3. W pierwszej rundzie wzięło pięciu sześciu zawodników PLK oraz Przemysław Zamojski reprezentujący klub koszykówki 3x3 – Lotto 3x3 Team, każdy miał dwadzieścia pięć prób. Do finału awansowało 3 zawodników z największą liczbą punktów za trafione rzuty. Wygrał Luke Petrasek z Anwilu Włocławek.

### Uczestnicy
- Beau Beech (Grupa Sierleccy Czarni Słupsk)
- Luke Petrasek (Anwil Włocławek)
- Andrzej Pluta (Enea Abramczyk Astoria Bydgoszcz)
- Michał Samsonowicz (Twarde Pierniki Toruń)
- Elijah Wilson (Polski Cukier Pszczółka Start Lublin)
- Przemysław Zamojski (Lotto 3x3 Team)

### Rundy

#### I runda
| Lp. | Zawodnik            | Punkty |
| --- | ------------------- | ------ |
| 1.  | Beau Beech          | 16     |
| 1.  | Luke Petrasek       | 16     |
| 3.  | Andrzej Pluta       | 11     |
| 4.  | Przemysław Zamojski | 9      |
| 5.  | Elijah Wilson       | 8      |
| 6.  | Michał Samsonowicz  | 7      |

#### Finał
| Lp. | Zawodnik      | Punkty |
| --- | ------------- | ------ |
| 1.  | Luke Petrasek | 17     |
| 2.  | Beau Beech    | 14     |
| 2.  | Andrzej Pluta | 14     |